# Episodi di That '90s Show (prima stagione)
La prima stagione della serie TV That '90s Show è stata distribuita mondialmente sul servizio streaming Netflix il 19 gennaio 2023.
| n° | Titolo originale    | Titolo italiano                     | Pubblicazione   |
| -- | ------------------- | ----------------------------------- | --------------- |
| 1  | That '90s Pilot     | That '90s: Pilot                    | 19 gennaio 2023 |
| 2  | Free Leia           | Free Leia - Un'amica da salvare     | 19 gennaio 2023 |
| 3  | Lip Smackers        | Un lucidalabbra che lascia il segno | 19 gennaio 2023 |
| 4  | Rave                | Rave party                          | 19 gennaio 2023 |
| 5  | Step by step        | Un passo dopo l'altro               | 19 gennaio 2023 |
| 6  | The Birthday Girl   | La festeggiata                      | 19 gennaio 2023 |
| 7  | Boyfriend Day One   | Primo giorno da fidanzati           | 19 gennaio 2023 |
| 8  | Summer Storm        | Temporale estivo                    | 19 gennaio 2023 |
| 9  | Dirty Double Booker | Quella dei doppi appuntamenti       | 19 gennaio 2023 |
| 10 | Kids In America     | Kids in America                     | 19 gennaio 2023 |

## That '90s: Pilot
È l'estate del 1995 e Leia Forman (figlia di Eric Forman e Donna Pinciotti) arriva nel Wisconsin per passare il 4 luglio dai nonni. Qui incontra Gwen, che diventerà la sua migliore amica. Incontrerà altrettanti ragazzi: Jay Kelso, Ozzie, Nikki e Nate. La ragazza allora sarà spinta a voler passare le vacanze estive lì. 

## Free Leia - Un'amica da salvare
Determinata a fare colpo sui suoi nuovi amici, Leia si mette in cerca del film perfetto per la serata film. Kitty e Red nel frattempo conoscono meglio la vicina Sherri.

## Un lucidalabbra che lascia il segno
Dopo che Sherri parla dell'uomo con cui esce, Kitty vuole aiutarla a lasciarsi. Leia intanto non ha mai baciato un ragazzo, e vuole cambiare le cose.

## Rave party
Jay e Leia hanno una cotta per entrambi, ma chi farà la prima mossa? Ozzie intanto vorrebbe andare ad un rave party.

## Un passo dopo l'altro
Ozzie aiuta Kitty a sistemare il suo computer nuovo, e il suo piano di fare coming out con lei, mette Leia in una situazione strana. Nello stesso tempo, un annuncio di una vasca idromassaggio gratis mette nei guai Jay e Nate.

## La festeggiata
Leia vuole festeggiare i suoi 15 anni stile Beverly Hills 90210. Red si trova a dover scegliere il regalo perfetto.

## Primo giorno da fidanzati
Jay e Leia si sono fidanzati, e il ragazzo vuole dimostrare a Red di essere responsabile. Il tutor di Nikki intanto mette in gelosia Nate.

## Temporale estivo
Una giornata piovosa spinge Kitty a riordinare la casa. Quando però sta per gettare via la scorta speciale dei ragazzi, questi faranno il possibile per recuperarla.

## Quella dei doppi appuntamenti
È l'ultima settimana estiva e Leia deve passare l'ultimo sabato a fare un picnic con Jay, ma Gwen vuole passare anche lei il sabato con la ragazza. Leia si trova a decidere con chi passare il tempo. Kitty è decisa a trovare lavoro.

## Kids in America
L'ultimo giorno estivo di Leia si complica quando Jay mette in dubbio una relazione a distanza.